# Hannes
Hannes is een jongensnaam en een afgeleide van Johannes. 
De vrouwelijke tegenhanger van Hannes is Hanna of Hanne.